# 紫 (バンド)
紫（むらさき）は、沖縄県出身のハードロックバンド。沖縄のロックバンドの草分け的存在である。

## メンバー構成

### 1970年 - 1972年
- ジョージ紫
- 城間俊雄
- 城間正男
- 下地行男

その他、様々なメンバーが流動的に参加。

### 1973年
- ジョージ紫
- 城間俊雄
- 城間正男
- 下地行男
- 宮永英一

### 1974年 - 1975年
- ジョージ紫
- 城間俊雄
- 城間正男
- 下地行男
- 国吉重敏

### 1975年 - 1978年(バーボン・レコード所属期)
- ジョージ紫（キーボード）
- 宮永英一（ドラム、ヴォーカル）
- 城間正男（ヴォーカル）
- 城間俊雄（ベース）
- 下地行男（ギター）
- 比嘉清正（ギター）

### 1979年 - 1981年
- 城間正男（ヴォーカル）
- 城間俊雄（ベース）
- 下地行男（ギター）

ほか新メンバー

### 1983年
1975年~1978年までのメンバーが集結

### 2000年 - 2006年
- ジョージ紫（キーボード）
- 宮永英一（ヴォーカル）
- RAY（ベース） - ジョージ紫の長男。
- LEON（ドラム） - ジョージ紫の次男。
- 佐藤圭一（ギター）

### 2007年以降
- ジョージ紫（キーボード）
- JJ（ヴォーカル）- 元MARINER（ジョージ紫が結成していたバンド）、HEAVY METAL ARMY
- 比嘉清正（ギター）
- 下地行男（ギター）
- 宮永英一（ドラム）
- Chris（ベース）

## 来歴

### 結成から解散まで
1968年、フィリピン人軍属とのハーフである城間俊雄・正男・勉の三兄弟が結成したロックバンド「ピーナッツ」を前身とする。金武町のクラブに出演し、ドアーズ、ヴァニラ・ファッジなどの曲をカバーした。当時の沖縄はアメリカの施政下にあり、嘉手納飛行場やキャンプ・ハンセンなどは、ベトナム戦争へ動員前、あるいは休暇中の米軍兵士があふれ、米軍基地周辺では彼らを客とする歓楽街が賑わっていた。米兵向けのクラブにはアメリカのロック、ソウルを生演奏するため、アマチュアまたはセミプロのバンドが数多く出演していた。
1969年、日系二世の父と沖縄人の母の間に生まれたジョージ紫こと比嘉常冶は高校卒業後、基地内の大学に入学・渡米した。UCLAにて数学を専攻（副専攻はパイプオルガン科、作曲理論）していたが中退し沖縄へ戻り「ピーナッツ」に加入。バンドは「ジョージ紫グループ」にバンド名を改めた。ジョージ紫はディープ・パープルに深い影響を受けており、彼の加入がその後のバンドの音楽性を左右する存在となる。
1970年、下地行男が加入し、城間勉が脱退した。この時にバンド名を「紫」とした。オリジナルメンバーはジョージ紫、城間俊雄、城間正男、下地の4人で、それ以外は様々なメンバーチェンジがあり、サイドギター、サックス、パーカッションなどが入ることもある流動的な編成だった。
1971年、「万座ビーチ・ロック・コンサート」に出演した。このコンサートで興奮したファンの一人がピストルを振りかざし、さらに黒人刺殺事件にまで発展する惨事が発生した。
1972年、コザのセンター通りにあったクラブ「チャンピオン」にて演奏活動を行う。
1973年1月、宮永英一が加入するが、1年後の1974年1月に脱退し、国吉重敏が加入する。また、クラブ「タイガー」の共同経営者となり、以降はここを拠点にライヴ活動を行う。タイガーは1977年に閉店し、それ以降はライブハウス「紫」をバンド解散まで経営することになる。
1975年4月、宮永が再加入して7月に国吉が脱退するまで宮永と国吉のツインドラムになった。国吉が脱退した同月に比嘉清正が加入し、ジョージ紫(key)、宮永(dr,vo)、城間正男(vo)、城間俊雄(b)、比嘉(g)、下地(g)の6人編成が誕生。1978年まで続くことになる。8月8日、大阪「8・8ロックデー」にゲストとして登場し、本土での初演奏を果たす。後にリリースされたオムニバスアルバム「'75 8・8 ROCK DAY LIVE」にその模様が収録された。
1976年4月1日、ファーストアルバム『MURASAKI』、10月1日には邦楽初の12インチ・シングル『FREE』を3万枚限定で発売した。12月には『IMPACT』を発売し、4万枚の売り上げを記録した。また、翌年にかけて北海道から九州にわたるツアーを実施した。
1977年、「ミュージックライフ」誌77年度の人気投票で国内部門グループ第1位、6人のメンバーも各プレイヤー部門でそれぞれトップランキング入りし、2枚のアルバムも3位と5位を受賞した。また、TBS「ぎんざNOW!」で生演奏を披露する。
1978年、全国ツアーを行い、5月には12インチシングル『STARSHIP ROCK'N ROLLERS』を発売した。年内にアメリカでのレコーディング、ヨーロッパ各国でのレコード発売が予定されていたが、ジョージ紫、宮永、比嘉の3人が突然脱退を発表する。メンバーそれぞれの音楽性の不一致と停滞が理由とされる。同年9月22日に、那覇市民会館でラストコンサートを行った。宮永はその後「コンディション・グリーン」に参加。城間兄弟と下地は残留し、1979年に新しいメンバーを迎えて「紫」を引き継ぎ、新メンバーで活動を継続していたが、1981年に解散した。

### 解散後
解散後、城間正男は「メッツ」というバンドのヴォーカリストとなり、城間俊雄はコザのクラブで演奏を行うが、その後、城間兄弟はAOR系のバンド「ISLAND（アイランド）」を結成し、1983年にライヴハウス「ISLAND」を開いた。アイランドは1989年に『stay with me』を発表した。1993年に発売されたファーストアルバムには、ジョージ紫が曲を提供した。
ジョージ紫はアメリカからメンバーを集め、1979年に5人組のロックバンド「MARINER（マリナー）」を結成。メンバーは、ジョージ紫（Key）、モーガン・ホフラー（B/Vo）、グレン・フォード（g）、ジョン・ブリングル（Ds/Perc）、ジョン・パターソンことjj（Vo/Perc）。2枚のアルバムを発表したが、メンバーのビザの問題があり、翌1980年に解散した。
同年、現代音楽家・上地昇の交響詩「あけもどろ」の上演に参加する。1982年にはテノール歌手・大井学とのジョイントで、作曲家・宮良長包の作品をアレンジしたアルバム「青い風・沖縄」を発表するなど、沖縄県出身ミュージシャンとの共演によるクラシックと琉球音楽の融合を図る。また1981年には「ジョージ紫&オキナワ」を結成した。ジョージ紫&オキナワには、後に宮永がヴォーカルとして加入し、1985年にはギターにターボ（後にディアマンテスに参加）らを加え、メンバーチェンジして紫を再結成するが、間もなく解散した。その後、ジョージ紫は1989年にロックオペラ「シャングリラ・琉球」を発表する。
宮永はコンディショングリーンに再加入し、アメリカ録音のアルバムを発表した。また、1979年に再結成された「キャナビス」に参加、翌1980年にバンド名を「SAN-DIEGO（サンディエゴ）」に改め、CBSソニーよりデビューした。その他、テレビドラマ「猿飛佐助」の主題歌製作や、チャー、アン・ルイスなど東京での数多いセッション活動や、ドラムクリニックなどをこなす。宮永は1983年に沖縄県へ戻り、元コンディショングリーンのギタリスト・シンキと「HEAVY METAL ARMY」、後に「EASTAN ORBIT」として2枚のアルバムを発表し、1988年に「ZODIAC」を結成する。また、自分のルーツである琉球音楽に傾倒し、ケーシー・ランキンとともにユニット「琉球マジック」を結成した。
比嘉は「エナジー」というバンドを結成し、音楽活動をする傍ら、普天間でライブハウス「COCONUT MOON」を経営した。1990年には、恩納村に「BEACH BAR COCONUT MOON」を開店する。
下地は音楽活動から離れ、資格をとり就職した。

### 再結成
紫の解散後、下地以外のメンバーはそれぞれ個別に音楽活動を継続するが、1983年に恩納村グランドパーク跡地で開催された「MURASAKI WHY NOW? Piacefull Love Rock Concert」（第1回ピースフルラブ・ロックフェスティバル）にて一時再結成し、この時のライヴは同名タイトルのCDとなり、ビクターより発売された。また、東京でもライヴが行われた。
その後、解散から10年以上経った1992年、沖縄復帰20周年を記念して東京・BIG EGG CITYで開催された大琉球祭に、下地以外のメンバーが紫を再結成し出演する。また、来沖したイアン・ギランのライブの際に前座を務めた。1994年にはライブハウス「ISLAND」にて、「同窓会」と称して再結成ライブを一夜限りで行う。1997年には、交通事故で死亡した音響の屋嘉部詳の死を悼み、屋嘉部の生前の願いだった紫の再結成をかなえるため、交通遺児チャリティーというコンセプトで9月28日、宜野湾市野外海浜公園で一夜限りの再結成コンサートを行う。この時、音楽活動から離れていた下地がギタリストとして復帰を果たした。その模様はアルバム「BACK TO THE ROOTS」に収録された。また、同年10月27日、テレビ朝日の番組「ニュースステーション」では再結成に関するドキュメンタリー映像を14分弱で放送した。
1998年11月22日、東京・渋谷ON AIR EASTで開催された「THE NIGHT OF OKINAWA HARD ROCK, ROCK'N ROLL WILL NEVER DIE」に出演し、1999年、宮永とジョージ紫を中心に「NEW紫」を結成した。メンバーはジョージ紫の長男のレイ(b)、次男のレオン(dr)、比嘉(g)、宮永(vo)、ジョージ紫(key)。翌2000年に東北出身のギタリスト佐藤圭一が比嘉の代わりにギターをつとめ、正式にメンバーとして加入。以降、メンバーはレイ(b)、レオン(dr)、佐藤(g)、宮永(vo)、ジョージ紫(key)の5人編成となった。
2004年1月23日、大阪で開催されたハードロックサミットに参加。翌日は佐藤がBOW WOWの山本恭司と競演する。
2007年7月8日、沖縄市コザ運動公園野外ステージで開催された「ピースフルラブ・ロックフェスティバル」（25回記念）にジョージ紫、宮永、下地、比嘉の4人で出演。『DOUBLE DEALING WOMAN』、『Smoke On The Water』などを演奏。その後、コザのライブハウス「7th Heaven KOZA」にて定期的にライヴを行う。ピースフルラブ・ロックフェスティバルにも毎年参加している。
2008年5月18日、日比谷野外音楽堂にて開催された「Japan Rock Band Fes. 2008」に、BLUES CREATION・頭脳警察・めんたんぴんと共に参加した。
2009年10月11日、神戸ビエンナーレにて「Murasaki Once Again Peaceful Love Rock Concert in KOBE」にラウドネスの高崎晃、山下昌良、元メンバーであり現8-BALLのRay、Leon、Kazufumiらと共演した。紫のメンバーは、ジョージ紫(key)、JJ(vo)、比嘉(g)、下地(g)、宮永(dr)、Chris(b)だった。同年11月15日には、東京・下北沢（下北沢GARDEN）にて「紫ライヴin東京2009」を行う。メンバーは、ジョージ紫(key)、JJ(vo)、比嘉(g)、下地(g)、宮永(dr)、Chris(b)。
2010年3月28日、未来へのメッセージ-オキナワンロックの軌跡・沖縄国際アジア音楽祭musix2010に、かっちゃん&JACK NASTY'S BAND・オキナワンロックオールスターズと共に出演。同年6月9日に、スタジオ録音としては34年ぶりのニューアルバム「Purplessence」を発売した。メンバーは、ジョージ紫(key)、JJ(vo)、比嘉(g)、下地(g)、宮永(dr)、Chris(b)。9月21日には、Kobe CHICKEN GEORGEにおいてライヴを行い、9月23日にはShibuya O-EASTにおいてワンマンライヴを行う。
2011年2月20日、初代ベーシスト城間俊雄が白血病による合併症で死去した。6月25日に鳥取県倉吉市のKurayoshi MIRAI-CHUSHINにおいて、「紫ライヴイン倉吉2011」を行う。
2012年10月、琉球放送およびTOKYO MXにて放送が開始される「琉神マブヤー1972レジェンド」の主題歌を担当する。琉神マブヤーの主題歌をChrisがロック・バージョンにアレンジしてジョージ紫監修のもと、JJが英語バージョンを、宮永が日本語バージョンを歌う。
2015年8月8日、沖縄市ミュージックタウン音市場において「8.8 ROCK DAY OKINAWA（紫40th Anniversary）」を行う。出演：紫（MURASAKI）、ISLAND、HEART BEATS。城間正男がISLANDのヴォーカリストとして出演。紫のメンバーと城間が同じステージに立つのは17年ぶりで、当日は紫のステージにも出演した。

## 不祥事
2002年、元メンバーの城間正男（ISLAND）が名護市内のスナックに不法侵入し、店員の女性を（準）強姦した後、現金を奪って逃走したとして逮捕された。2年後の2004年、城間正男は再び不法侵入の容疑で逮捕された。さらに2005年に、スーパーマーケットでの万引きによる窃盗を行い三度逮捕された。これらで報道される際は「あの、”伝説の”紫」の元メンバー、として語られた。
前述のように城間正男は2018年現在、ISLANDのメンバーとして音楽活動を続けている。

## ディスコグラフィ

### シングル
| 発売日                     | 規格             | 規格品番         | No.              | タイトル                                    |
| バーボンレコード           | バーボンレコード | バーボンレコード | バーボンレコード | バーボンレコード                            |
| -------------------------- | ---------------- | ---------------- | ---------------- | ------------------------------------------- |
| 1976年10月1日              | EP('12)          | BMA-6001         | A                | Free                                        |
| 1976年10月1日              | EP('12)          | BMA-6001         | B                | Do What You Want                            |
| 1977年                     | EP('7)           | BMA-1002         | A                | Rock 'n Roll Singer                         |
| 1977年                     | EP('7)           | BMA-1002         | B                | Wrath Of The Gods                           |
| 1978年5月                  | EP('12)          | BMA-6501         | A                | Starship Rock'n Rollers                     |
| 1978年5月                  | EP('12)          | BMA-6501         | B                | Another Lonely Day (Ooo Baby Baby)          |
| テイチクエンタテインメント |                  |                  |                  |                                             |
| 2012年10月31日             | CD               | TECI-282         | 1                | 琉神マブヤー1972 LEGEND（英語バージョン）   |
| 2012年10月31日             | CD               | TECI-282         | 2                | 琉神マブヤー1972 LEGEND（日本語バージョン） |
| (自主レーベル)             |                  |                  |                  |                                             |
| 2023年6月9日               | 配信             |                  | 1                | Raise Your Voice                            |
| 2023年7月19日              | 配信             |                  | 1                | Double Dealing Woman                        |

### アルバム

#### オリジナルアルバム
| 発売日        | レーベル                         | 規格 | 規格品番   | アルバム     | 備考                                       |
| ------------- | -------------------------------- | ---- | ---------- | ------------ | ------------------------------------------ |
| 1976年4月1日  | バーボンレコード                 | LP   | BMC-3004   | 紫           |                                            |
| 1983年        | バーボンレコード                 | LP   | BMC-1017   | 紫           |                                            |
| 1989年        | Japan Record                     | CD   | 25JC-361   | 紫           |                                            |
| 1994年        | Japan Record                     | CD   | TKCA-70485 | 紫           |                                            |
| 2007年        | 徳間ジャパンコミュニケーションズ | CD   | TKCA-73240 | 紫           | 2007年デジタルリマスター版                 |
| 2010年6月9日  | Hydrant Music                    | CD   | QIHC-10007 | 紫           |                                            |
| 1976年12月    | バーボンレコード                 | LP   | BMC-3006   | iMPACT       |                                            |
| 1989年        | Japan Record                     | CD   | 23JC-450   | iMPACT       |                                            |
| 1995年        | 徳間ジャパンコミュニケーションズ | CD   | TKCA-70803 | iMPACT       |                                            |
| 1999年        | 徳間ジャパンコミュニケーションズ | CD   | TKCA-71749 | iMPACT       |                                            |
| 2007年        | 徳間ジャパンコミュニケーションズ | CD   | TKCA-73241 | iMPACT       | 2007年デジタルリマスター版                 |
| 2011年1月30日 | Showboat                         | HQCD | SWAX-320   | iMPACT       | W紙ジャケット仕様、ボーナス・トラック6曲入 |
| 2010年6月9日  | Hydrant Music                    | CD   | QIHC-10007 | PURPLESSENCE |                                            |
| 2016年6月8日  | WHD Entertainment                | CD   | IECP-10339 | QUASAR       |                                            |
| 2016年6月8日  | WHD Entertainment                | HQCD | IEZP-104   | QUASAR       | DX盤としてDVD付き                          |
| 2023年8月16日 |                                  | CD   |            | TIMELESS     |                                            |

#### ライブ・アルバム
| 発売日         | レーベル                         | 規格 | 規格品番    | アルバム                            | 備考                                       |
| -------------- | -------------------------------- | ---- | ----------- | ----------------------------------- | ------------------------------------------ |
| 1977年         | バーボンレコード                 | LP   | BMC-2004-05 | Do In Our Thing                     |                                            |
| 1989年         | Japan Record                     | CD   | 23JC-451-52 | Do In Our Thing                     |                                            |
| 2007年         | 徳間ジャパンコミュニケーションズ | CD   | TKCA-73242  | Do In Our Thing                     | 2007年デジタルリマスター版                 |
| 2011年1月30日  | Showboat                         | HQCD | SWAX-321    | Do In Our Thing                     | W紙ジャケット仕様、ボーナス・トラック6曲入 |
| 1983年         | ビクターレコード・Invitation     | LP   | VIH-28146   | Why Now? Peaceful Love Rock Concert |                                            |
| 1990年         | ビクターレコード・Invitation     | CD   | VICL-2038   | Why Now? Peaceful Love Rock Concert |                                            |
| 1995年3月24日  | ビクターエンタテインメント       | CD   | VICL-18180  | Why Now? Peaceful Love Rock Concert |                                            |
| 1983年         | バーボンレコード                 | CD   | BMC-1020    | Bourbon Spirits Live                |                                            |
| 1998年11月21日 |                                  | CD   | SKCA-1001   | BACK TO THE ROOTS                   |                                            |
| 2000年10月25日 | バーボンレコード                 | CD   | 30BTC-164   | Live Rock Power                     |                                            |

#### ベストアルバム
| 発売日        | レーベル         | 規格 | 規格品番   | アルバム          |
| ------------- | ---------------- | ---- | ---------- | ----------------- |
| 1979年        | バーボンレコード | LP   | BMC-7004   | MURASAKI FOREVER  |
| 1998年2月18日 | バーボンレコード | CD   | TKCA-71346 | MURASAKI FOREVER  |
| 2005年1月26日 | 徳間ジャパン     | CD   | TKCA-72803 | ゴールデン☆ベスト |